# HD 179588
HD 179588，又名BD+16 3775，SAO 104602、HR 7285，是一颗恒星，视星等为6.73，位于銀經50.3，銀緯3.08，其B1900.0坐标为赤經19h 8m 5.4s，赤緯+16° 3.08′ 43″。